# Round the Twist
Round the Twist (Brasil: A Família Twist  é um seriado infantil australiano com temática de fantasia, sobre três crianças e seu pai viúvo que vivem em um farol na cidade costeira fictícia de Port Niranda e se envolvem em muitas aventuras mágicas e paranormais.
Muitas cenas externas foram filmadas na região do Split Point Lighthouse em Aireys Inlet, Victória, na Austrália.
Supostamente, o programa fez muito mais sucesso em outros países do que na Austrália, onde foi exibido no canal CBBC da BBC, no início da década de 1990. No Brasil, o seriado foi exibido pela TV Cultura, Discovery Kids e pela TVE-Rede Brasil.
A música-tema é cantada por Tamsin West, que fez o papel de Linda na primeira temporada. A música-tema usava versos de cantigas de ninar, como Humpty Dumpty.

## Personagens
O programa é focado nos quatro membros da Família Twist:
- Tony Twist ("Pai") - um viúvo de bom coração, interessado pela professora Faye James (que passa a morar com a família na terceira temporada)
- Pete Twist - o irmão gêmeo de Linda. Pete está sempre tentando impressionar as garotas.
- Linda Twist - a irmã gêmea de Pete. Linda algumas vezes é interessada em espiritualidade e tai chi.
- Bronson - o caçula. Bronson é obcecado por cheiros ruins e bebidas exóticas.

Outro personagens:
- Nell - uma senhora, ex-moradora do farol e que agora mora em uma cabana vizinha.
- Harold Gribble - um agente imobiliário ganancioso que tenta expulsar os Twist do farol para prosseguir com seus planos empresariais.
- Sra. Gribble - sua esposa. É enfermeira.
- James Gribble ou Jim - seu filho. Um valentão na escola, que rivaliza com Pete.
- "Rabbit" ou Coelho - membro da gangue de James Gribble, o mais azarado e geralmente enviado para os trabalhos sujos.
- "Tiger" ou Tigrão - outro membro da gangue de James Gribble.
- Faye James - professora de Bronson. Interesse romântico de Tony. Passa a morar com os Twists no farol na terceira temporada.
- Ralph Snapper - professor de Pete e Linda. É um homem de temperamento forte que não tolera insolência.
- Fiona - amiga de Linda e, mais tarde, namorada de Pete.

Personagens que apareceram brevemente:
- Fantasma Matthew e Fantasma Jeremiah - dois fantasmas cujos espíritos ficaram presos no Farol durante a segunda temporada, depois que falham em guiar um barco até a praia, um século atrás.
- Ariel - uma garota da Ilha dos Sonhos, que tenta levar Pete embora, na quarta temporada.
- Terry - Prima de Bronson, Pete e Linda, que serviu de modelo para a escultura de seu tio Tony, e aparece nos sonhos de Bronson destruindo seu barco e cavalo de gelo; aparece no episódio "A Menina de Gelo".

## A série

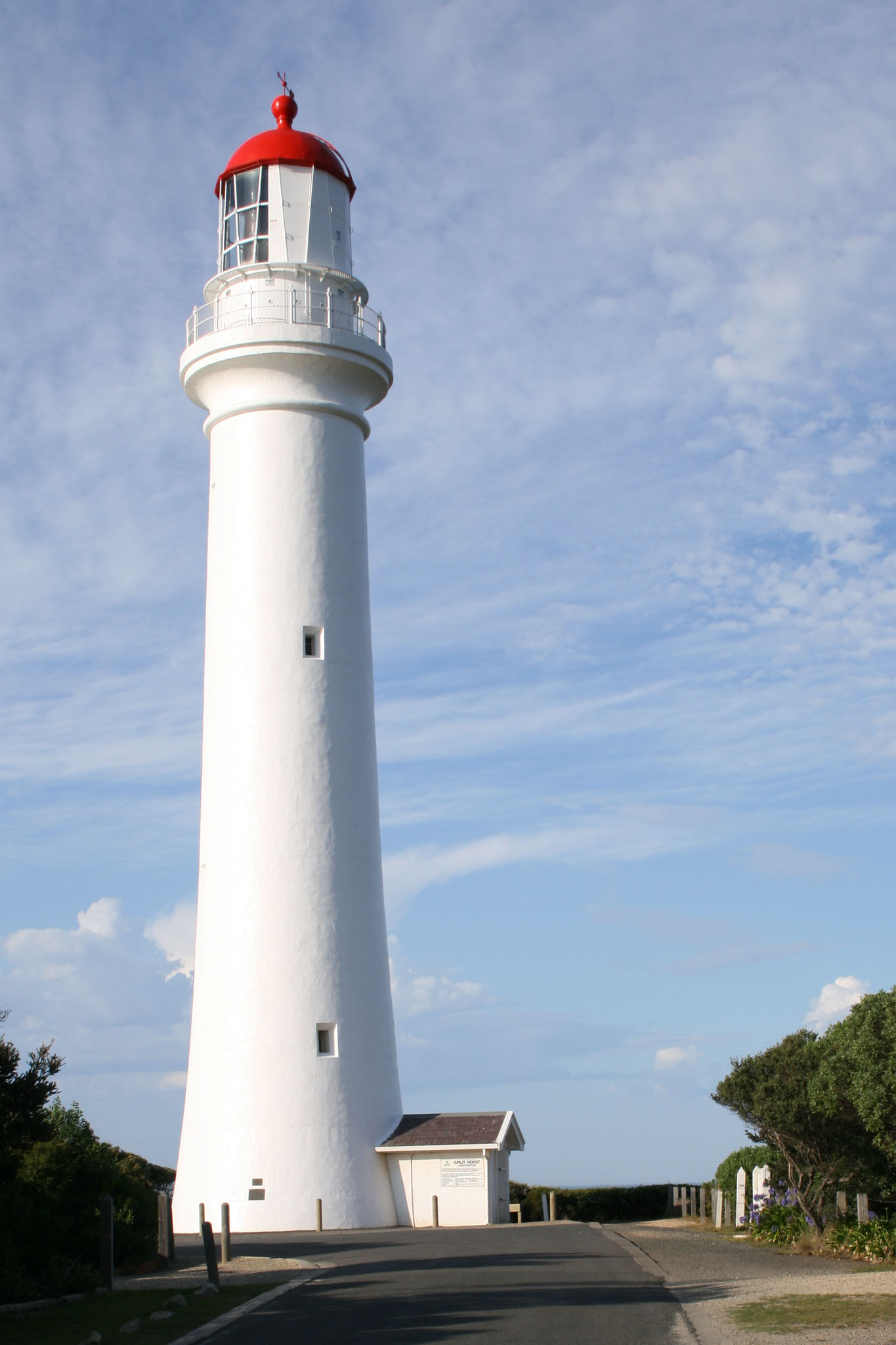
O Split Point Lighthouse, na Austrália foi utilizado para as cenas exteriores da casa da família Twist do farol.

A Família Twist teve quatro temporadas. Cada temporada teve treze episódios. Apesar de cada episódio ter uma história fechada, cada um contém um tema recorrente, um objeto ou um personagem que aparece em todos os episódios da temporada. Mais informação é revelada em pequenos momentos ao longo do episódio. O último episódio de cada temporada é focado nesse tema recorrente, que é resolvido.
- Na 1.ª temporada (1989), o farol é assombrado por uma música vinda de cima. No último episódio, Lighthouse Blues, é revelado que a música esta sendo tocada pelos fantasmas da família de Neil. Os fantasmas ajudam os Twist a impedirem o Sr. Gribble de destruir o farol.
- Na 2.ª temporada (1992), o farol está sendo assombrado mais uma vez, desta vez por fantasmas visíveis, Matthew e Jeremiah, que apareciam uma vez por episódio. Estão sendo punidos por terem falhado em impedir que o barco da amada de Matthew, Jane, colidisse com as rochas. No último episódio, Seeing the Light, o navio fantasma volta, e desta vez, todos os personagens do programa ajudam a ligar o farol e salvar a família perdida no mar, redimindo os fantasmas.
  - Outro tema recorrente dessa temporada é o odor dos pés de Bronson. No episódio Smelly Feet, foi revelado que estava "guardando o fedor" para impedir os Gribble de matar uma tartaruga em apuros. No final, seus pés são lavados e a tarturaga é salva.
- Na 3.ª temporada (1999), (a partir do segundo episódio, The Viking Book of Love), Linda ganha o "Livro Viking do Amor" de um jovem viquingue que encontra o farol. Esse livro teve um papel fundamental nessa 3.ª temporada, pois na maioria dos episódios, um personagem se apaixona por outro que lê poesia. No último episódio, The Big Rock, os viquingues voltam e os efeitos do livro são revertidos com terríveis consequências.
- Na 4.ª temporada (2000), um estranho mascarado entra no farol através de uma porta mágica em cada episódio. No último episódio, The Isle of Dreams, o estranho é revelado como sendo uma garota, Ariel, que veio para oferecer a vida perfeita para os garotos, na Ilha dos Sonhos, com Pete como seu marido. No final, eles recusam, e Ariel desaparece para sempre.

## Elenco
Este é o elenco de atores na época do seriado, sempre havia troca de atores em decorres das temporadas, eram as crianças de cada temporada, os adultos foram mantidos até à 2.ª Temporada e na 3.ª foram substituídos por outros atores, o motivo das trocas até hoje é desconhecido.
| Personagem      | 1.ª Temporada (1990) | 2.ª Temporada (1992) | 3.ª Temporada (2000) | 4.ª Temporada (2001) |
| --------------- | -------------------- | -------------------- | -------------------- | -------------------- |
| Tony Twist      | Richard Moir         | Richard Moir         | Andrew S. Gilbert    | Andrew S. Gilbert    |
| Pete Twist      | Sam Vandenberg       | Ben Thomas           | Rian McLean          | Rian McLean          |
| Linda Twist     | Tamsin West          | Joelene Crnogorac    | Ebonnie Masini       | Ebonnie Masini       |
| Bronson Twist   | Rodney McLennan      | Jeffrey Walker       | Mathew Waters        | Mathew Waters        |
| Fay James/Twist | Robyn Gibbes         | Robyn Gibbes         | Trudy Hellier        | Susanne Chapman      |
| Nell            | Bunney Brooke        | Bunney Brooke        | Marion Heathfield    | Marion Heathfield    |
| Harold Gribble  | Frankie J. Holden    | Mark Mitchell        | Mark Mitchell        | Mark Mitchell        |
| Matron Gribble  | Judith McGrath       | Jan Friedl           | Christine Keogh      | Christine Keogh      |
| James Gribble   | Lachlan Jeffrey      | Richard E. Young     | Brook Sykes          | Brook Sykes          |
| Tiger Gleeson   | Cameron Nugent       | Nick Mitchell        | Tom Budge            | Tom Budge            |
| Fiona           | Daisy Cameron        | Zeta Briggs          | Katie Barnes         | Katie Barnes         |
| Rabbit          | Stuart Atkin         | Drew Campbell        | Samuel Marsland      | Samuel Marsland      |
| Ralph Snapper   | Esben Storm          | Esben Storm          | Esben Storm          | Ernie Gray           |
| Baby Splodge    | Jake Buxton          | Jake Buxton          | Jake Buxton          | Jake Buxton          |

## Dubladores Brasileiros
- Tony Twist ("Pai") - Guilherme Briggs
- Pete Twist - Marcelo Campos
- Linda Twist - Sylvia Salustti
- Bronson - Dudu Fevereiro
- Nell - Selma Lopes
- Fay James - ?

## Escritores
As primeiras duas temporadas foram escritas por Paul Jennings, com uma edição bastante presente do diretor Esben Storm (que também fazia o Sr. Snapper). Todos esses episódios, com a exceção de Seeing the Light, que encerra a 2.ª temporada, foram baseados em contos curtos de Jennings. Foi planejado um filme da Família Twist, mas graças a diferenças criativas, nunca foi produzido. Paul Jennings saiu do programa, levando consigo os direitos autorais das suas histórias. A 3ª e a 4.ª temporadas, inéditas no Brasil, foram escritas totalmente por Esben Storm. Essas temporadas não obtiveram a mesma popularidade das originais, e isso causou o cancelamento do programa.